# Michal Matějovský
Michal Matějovský (Hradec Králové, 20 oktober 1985) is en Tsjechisch autocoureur.

## Carrière
In het begin van zijn carrière nam Matějovský deel aan verschillende Tsjechische kampioenschappen, waaronder het Škoda Matador Pick-up Championship, de Škoda Octavia Cup en de BMW 1 Challenge. In 2007 nam hij deel aan de European Touring Car Cup op de Adria International Raceway voor het team O2 Motorsport CSMS in een Alfa Romeo 156, maar wist in beide races de finish niet te halen. In 2008 nam hij deel aan de Seat Leon Eurocup, waarin hij het seizoen als zestiende eindigde.
Als prijs voor zijn resultaten in de Eurocup, mocht Matějovský in 2008 deelnemen aan zijn thuisrace op het Automotodrom Brno in het World Touring Car Championship voor het team SUNRED Engineering in een Seat León. In de eerste race eindigde hij als 22e, maar in de tweede race viel hij uit.
Vanaf 2012 doet Matějovský weer mee aan de ETCC. Dat jaar reed hij enkel het raceweekend op de Slovakiaring, waarin hij de eerste race wist te winnen. In 2013 werd hij voor Krenek Motorsport vijfde in de Super 2000-klasse.